# フェラーリ・ドライバー・アカデミー
フェラーリ・ドライバー・アカデミー (Ferrari Driver Academy) は、イタリアのF1チーム、スクーデリア・フェラーリが運営するレーシングドライバー育成プログラム。2009年設立。略称はFDA。

## 概要

### 組織
2009年12月、将来的なフェラーリドライバーを育成する部門としてフェラーリ・ドライバー・アカデミー (FDA) が設立された。初代マネージャーには、エンジニアや戦略担当としてF1チームを支えてきたルカ・バルディセッリが就任した。
歴史あるフェラーリはその時々の一線級のドライバーを乗せてきたチームであり、こうした自前の育成システムに積極的ではなかった。方針転換のきっかけとしては、フェリペ・マッサの存在が挙げられる。マッサはチーム代表ジャン・トッド（当時）の息子ニコラス・トッドがマネージメントを受け持ち、テストドライバーやザウバーでの実戦経験を経て、2006年からフェラーリの正規ドライバーに選ばれるというモデルケースになった。
FDAはARTやプレマなどのチームと提携し、フォーミュラ4 (F4)、フォーミュラ3 (F3)もしくはGP3、フォーミュラ・ルノー、フォーミュラ2 (F2)もしくはGP2などのステップアップカテゴリに選手を派遣する。また、マッサがサポートするブラジルのフォーミュラ・フューチャー・フィアットや、フォーミュラ・アバルト・ヨーロッパシリーズとの提携を発表し、2014年にはオフシーズンのフロリダ・ウィンター・シリーズ (2014 Florida Winter Series) をサポートした。人材発掘にはカートビルダーのトニーカートが協力している。
FDAの候補生たちはマラネッロのフェラーリ本社に隣接するフィオラノ・サーキットを利用し、テストコース上での実地走行や座学、ドライビングシミュレーター訓練、体力トレーニングなどを行う。とくに、ストレスへの対処法を学ぶ心理学的な「メンタル・コーチング」が重視されている。合宿ではスキー、水泳、クライミング、格闘技など他のスポーツ体験も実施されている。
2016年よりスポーティング・ディレクターのマッシモ・リボラが新マネージャーに就任。2019年、リボラはMotoGPのアプリリア・レーシングのCEOに就任し、その後は専任マネージャーを置かず、スポーティング・ディレクターのローラン・メキースが全体を統括し、マルコ・マタッサが直接的な指導に当たった。
2024年、メルセデスでジュニアチームを率いていたジェローム・ダンブロシオがフェラーリに移籍し、FDAの責任者となると伝えられた。

### 特徴

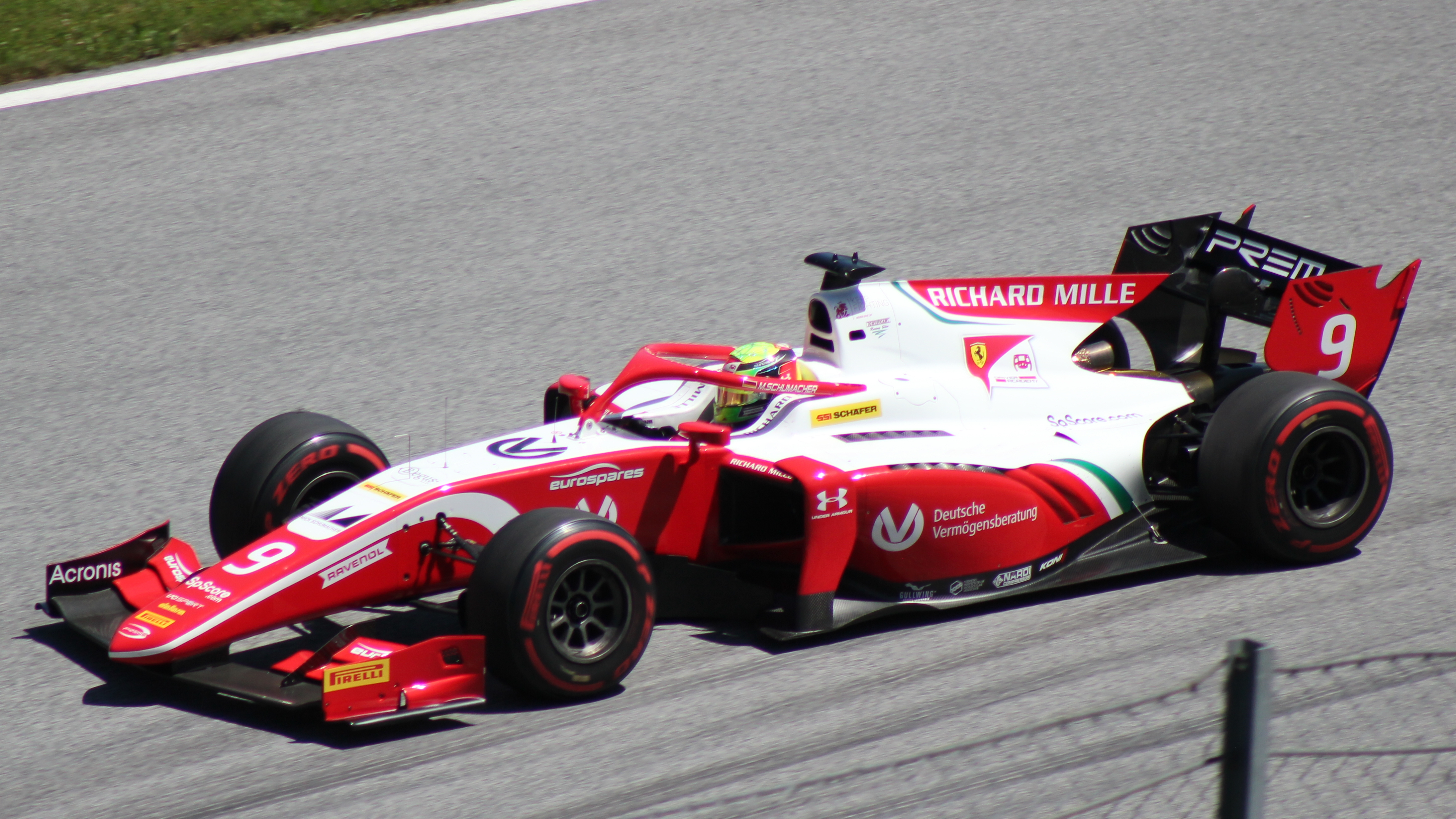
FIA F2選手権に参戦するミック・シューマッハ（2019年）

ジュール・ビアンキ（ルシアン・ビアンキの大甥）、ジュリアーノ・アレジ（ジャン・アレジの長男）、エンツォ・フィッティパルディ（エマーソン・フィッティパルディの孫）、セバスチャン・モントーヤ（ファン・パブロ・モントーヤの息子）、ミック・シューマッハ（ミハエル・シューマッハの長男）といった、過去のF1ドライバーの血縁者が含まれている。フェラーリ在籍中に5度チャンピオンを獲得した偉大な父親をもつミックの加入は大きな注目を集めた。また、シャルル・ルクレールと弟のアーサー・ルクレールは兄弟でFDAに選ばれている。
熱狂的なフェラーリファン（ティフォージ）が望むような「イタリア人のフェラーリドライバー誕生」を目指している訳ではなく、メンバーの国籍は多種多様である。2012年には鈴鹿サーキットレーシングスクール (SRS-F) 出身の松下信治をテストに招待している。なお、アントニオ・ジョヴィナッツィの場合は、FDAに入らず直接フェラーリとサードドライバー契約しており、2017年にザウバーからF1デビューした。また、将来的には女性ドライバーの採用も考えている。

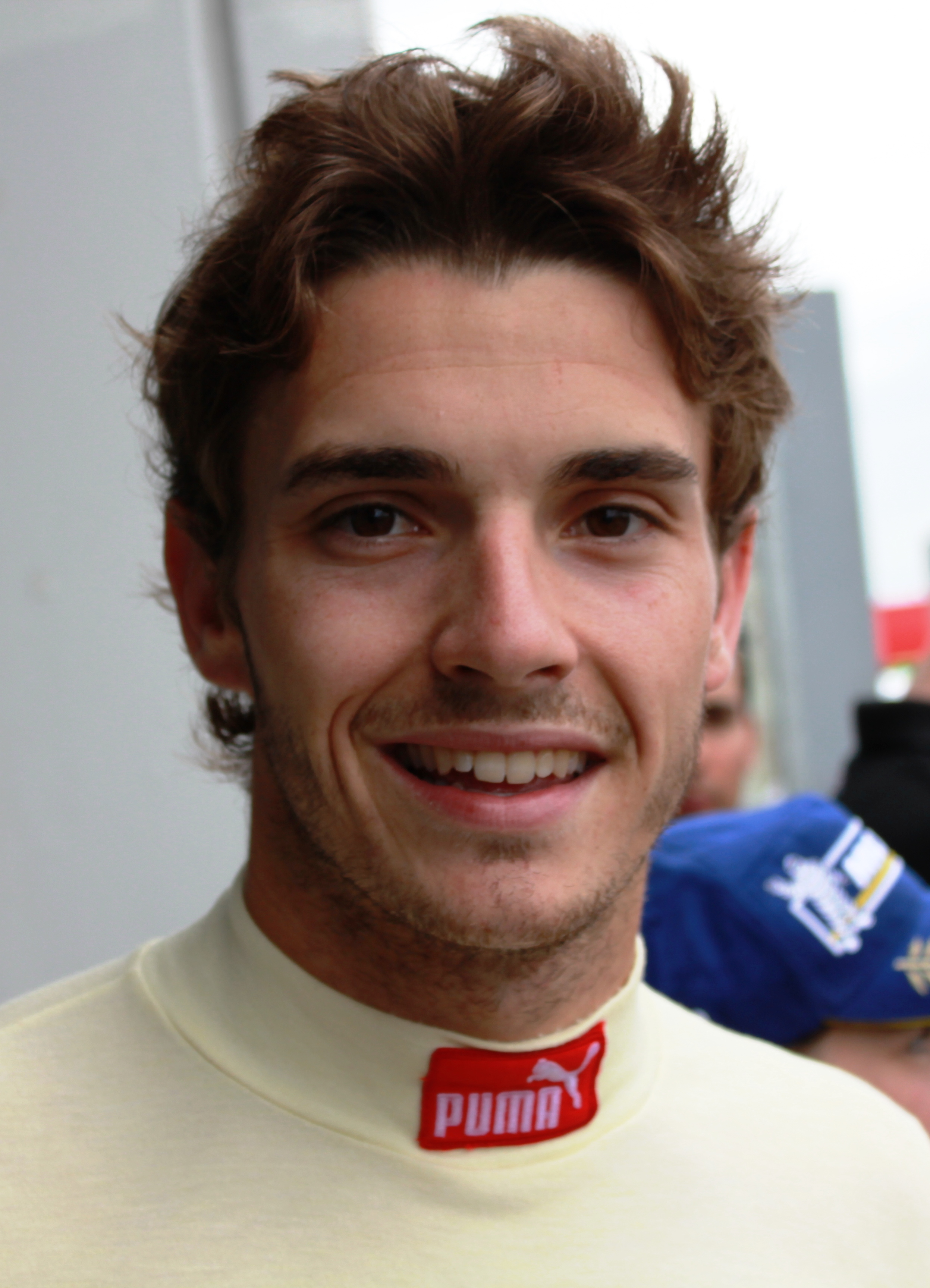
FDA出身でフェラーリ入りが嘱望されたジュール・ビアンキ

「フェラーリドライバーを輩出する」という設立目的は、チーム状況やタイミングのずれもあり、なかなか実現しなかった。セルジオ・ペレスは2011年にFDAメンバーとして最初にザウバーからF1デビューし、2012年シーズンの活躍でフェラーリ入りが噂されたが、2013年にマクラーレンへ移籍したためFDAを離脱した。本人の述懐では実際に「2014年からフェラーリ入り」という事前契約が提示されていたという。FDA契約ドライバー第1号のジュール・ビアンキは、弱小マルシャでの健闘が光ったが、2014年日本GPの事故で昏睡状態となり、翌年亡くなった。元フェラーリ会長のルカ・ディ・モンテゼモロはビアンキに経験を積ませた上で、キミ・ライコネンがチームを離脱するときが来たら後任に迎えると決まっていたと明かし、若者の死を惜しんだ。FDA公式サイトの「DRIVER」ページには、”#CIAOJULES（チャオ ジュール）”というハッシュタグ付きでビアンキへの親愛のメッセージが記されている。
設立から10年目の2019年、シャルル・ルクレールがFDA出身者として初めてフェラーリの正規ドライバーに就任した。ルクレールは幼少期からビアンキを兄のように慕っており、カート時代にビアンキの口添えでニコラス・トッドとマネージメント契約を結び、レース活動を継続できたという恩義がある。2019年イタリアGP、フェラーリのホームレースでルクレールはポール・トゥ・ウィンを達成し、フェラーリドライバーであることの意味を改めて実感したと語った。

## 所属ドライバー
- 太字は現在のアカデミー所属者。氏名欄の（＊）はウィキペディア他言語版記事へのリンク。
- F1所属チームはグランプリ決勝に出走した場合のみとし、テストドライバーやリザーブドライバー、フリープラクティス走行は含まない。

| ドライバー                        | フェラーリ・ドライバー・アカデミーでの成績 | フェラーリ・ドライバー・アカデミーでの成績                                                                     | フェラーリ・ドライバー・アカデミーでの成績 | F1所属チーム |
| ドライバー                        | 所属年度                                   | 参戦カテゴリ                                                                                                   | 獲得タイトル                               | F1所属チーム |
| --------------------------------- | ------------------------------------------ | --- | ------------------------------------------ | --- |
| トゥッカ・タポネン                | 2023-                                      | UAEF4(2023) イタリアF4 (2023)                                                                                  |                                            | |
| アウレリア・ノーベル （*）        | 2023-                                      | イタリアD4 (2023)                                                                                              |                                            | |
| ローラ・キャンプス・トーラス      | 2022                                       | カート (2022)                                                                                                  |                                            | |
| ラファエル・カマラ （*）          | 2022-                                      | イタリアF4 (2022) UAEF4 (2022) ADAC F4 (2022) FR中東 (2023) FRヨーロッパ (2023)                                |                                            | |
| オリバー・ベアマン （*）          | 2022-                                      | FRアジア (2022) FIA F3(2022) FIA F2 (2023-2024) F1 (2024-)                                                     |                                            | フェラーリ(2024) ハース (2024-)                                                                                                   |
| マヤ・ウィーグ （*）              | 2021-                                      | イタリアF4(2021-2022) ADAC F4 (2021-2022) FRヨーロッパ(2023)                                                   |                                            | |
| ジェームス・ウォートン            | 2021-2023                                  | イタリアF4 (2022-2023) ADAC F4(2022) UAEF4 (2022-2023)                                                         | UAEF4 (2023)                               | |
| ディーノ・ベガノヴィッチ（*）     | 2020-                                      | イタリアF4 (2020) ADAC F4 (2020) FRヨーロッパ (2021-2022) FRアジア (2021-2022) FR中東 (2023) FIA F3 (2023)     | FRヨーロッパ (2022)                        | |
| アーサー・ルクレール （*）        | 2020-2023                                  | FRヨーロッパ (2020) FIA F3 (2021-2022) FIA F2 (2023)                                                           | FRアジア (2022)                            | |
| ミック・シューマッハ              | 2019-2022                                  | FIA F2 (2019-2020)                                                                                             | FIA F2 (2020)                              | ハース (2021-2022) |
| セバスチャン・モントーヤ          | 2018                                       | カート (2018)                                                                                                  |                                            | |
| カラム・アイロット                | 2017-2021                                  | GP3(2018) FIA F2 (2019-2020) GTワールドチャレンジ (2021)                                                       |                                            | |
| ロバート・シュワルツマン          | 2017-2022                                  | ヨーロッパF3 (2018) FIA F3 (2019) FIA F2(2020-2021)                                                            | トヨタRS (2018) FIA F3 (2019)              | |
| ジャンルカ・ペテコフ （*）        | 2017-2020                                  | イタリアF4 (2018-2019) ADAC F4 (2018-2019) FRヨーロッパ (2020)                                                 | FRヨーロッパ (2020)                        | |
| エンツォ・フィッティパルディ (＊) | 2017-2020                                  | イタリアF4(2017-2018) ADAC F4 (2017-2018) FRヨーロッパ (2019) FIA F3 (2020)                                    | イタリアF4 (2018)                          | |
| マーカス・アームストロング        | 2017-2022                                  | トヨタRS(2017-2019) イタリアF4 (2017) ADAC F4(2017) ヨーロッパF3 (2018) FIA F3 (2019) FIA F2 (2020-2022)       | イタリアF4 (2017)                          | |
| ジュリアーノ・アレジ              | 2016-2020                                  | GP3 (2016-2018) FIA F2 (2019-2020)                                                                             |                                            | |
| シャルル・ルクレール              | 2016-2018                                  | GP3(2016) FIA F2(2017)                                                                                         | GP3(2016) FIA F2(2017) F1 (2018)           | ザウバー(2018) フェラーリ (2019-)                                                                                                 |
| 周冠宇                            | 2015-2018                                  | イタリアF4 (2015) ADAC F4( 2015) ヨーロッパF3(2016-2018)                                                       |                                            | アルファロメオ (2022-2023) ザウバー (2024)                                                                                        |
| アントニオ・フォコ (＊)           | 2013-2018                                  | フォーミュラ・ルノー2.0 (2013) ヨーロッパF3(2014) GP3 (2015-2016) FIA F2 (2017-2018)                           | フォーミュラ・ルノー2.0 Alps (2013)        | |
| ブランドン・マイサノ (＊)         | 2010-2012                                  | フォーミュラ・アバルト(2010) イタリアF3 (2011-2012)                                                            | フォーミュラ・アバルト (2010)              | |
| ランス・ストロール                | 2010-2015                                  | カート(2010-2013) イタリアF4 (2014) ヨーロッパF3 (2015)                                                        | イタリアF4 (2014)                          | ウィリアムズ (2017-2018) レーシング・ポイント (2019-2020) アストンマーティン (2021-)                                              |
| セルジオ・ペレス                  | 2010-2012                                  | GP2 (2010) F1 (2011-2012)                                                                                      |                                            | ザウバー (2011-2012) マクラーレン (2013) フォース・インディア (2014-2018) レーシング・ポイント (2019-2020) レッドブル (2021-2024) |
| ラファエル・マルチェッロ (＊)     | 2010-2015                                  | フォーミュラ・アバル (2010) イタリアF3 (2011) F3ユーロシリーズ (2012) ヨーロッパF3 (2012-2013) GP2 (2014-2015) | ヨーロッパF3 (2013)                        | |
| ダニエル・ザンピエーリ (＊)       | 2010                                       | フォーミュラ・ルノー3.5 (2010)                                                                                 |                                            | |
| ミルコ・ボルトロッティ (＊)       | 2010                                       | GP3 (2010) |                                            | |
| ジュール・ビアンキ (＊)           | 2009-2014                                  | ユーロF3 (2009) GP2 (2010-2011) フォーミュラ・ルノー3.5 (2012) F1 (2013-2014)                                  |                                            | マルシャ (2013-2014) |

## eスポーツ部門
フェラーリは2017年に開幕したF1公式のeスポーツ競技会「Formula One Esports Series」にF1の10チーム中唯一参加していなかった。元チーム代表のマウリツィオ・アリバベーネは「現代において我々の競争相手は”PlayStation”だ」と述べ、eスポーツへの関心の高まりを警戒していた。しかし、マッティア・ビノット新代表が就任した2019年に初参戦を決め、ドライバー・アカデミー内にeスポーツ部門を設立した。高級時計メーカーのウブロがタイトルパートナーになり、チーム名は『FDAウブロ Eスポーツチーム (FDA Hublot Esports Team)』となる。
2019年シーズンはデヴィッド・トニッツァ、アモス・ラウリート、ジャンフランコ・ギグリオーリの3選手が所属し、トニッツァがプロシリーズのチャンピオンに輝いた。